# Leonhard Schiemer
Leonhard Schiemer (* ? in Vöcklabruck; † 14. Januar 1528 in Rattenberg am Inn / Tirol) war eine führende Persönlichkeit der Täuferbewegung.

## Leben und Wirken
Schiemer entstammte einer religiös geprägten Familie. Er erlernte zunächst das Schneiderhandwerk. Sein ursprüngliches Berufsziel, römisch-katholischer Weltpriester zu werden, gab er als Heranwachsender auf und trat stattdessen in das franziskanische Barfüßerkloster in Judenburg ein. Sechs Jahre später verließ er fluchtartig die klösterliche Umgebung und gelangte nach Nürnberg, wo er – enttäuscht vom monastischen Leben – wieder in seinem erlernten Handwerksberuf arbeitete.

### Begegnung mit dem Täufertum
Ob Schiemer bereits in Nürnberg Kontakte zur Täuferbewegung knüpfte, ist unter Schiemers Biographen umstritten. Für diese Vermutung spricht allerdings, dass Schiemer sich veranlasst sah, nach Nikolsburg in Mähren zu wandern, wo Balthasar Hubmaier eine große Täufergemeinde leitete. Er wurde hier Zeuge einer auf Mai 1527 zu datierenden Disputation zwischen Hans Hut und Hubmaier über Huts apokalyptische Lehren. Welche Position Schiemer hier einnahm, ist unbekannt. Einige Biographen vermuten, er habe wohl Hubmaiers Ansichten geteilt, da ihn Hans Hut später in Wien nur sehr misstrauisch aufnahm, zugleich schloss er sich nicht Hubmaier, sondern der Hutschen Täuferbewegung an.

### Schiemer als Täufer
Nur wenige Wochen nach der Nikolsburger Disputation zog Leonhard Schiemer nach Wien. Dort traf er wieder – wie schon erwähnt – auf Hans Hut und auch auf dessen Taufergemeinde in der Kärntnerstraße. Zwei Tage Aufenthalt reichten, um Schiemer für die täuferischen Ansichten zu gewinnen. Er vertrat im Anschluss die pazifistische Grundeinstellung der Stäbler. Er ließ sich von Oswald Glait taufen und wurde Mitglied der Wiener Täuferkirche.
Schiemer begann sofort mit einer umfangreichen missionarischen Tätigkeit. Er wirkte zunächst eine kurze Zeit in Steyr und Salzburg, nahm im August 1527 an der Augsburger Märtyrersynode teil und wurde von dort als Sendbote nach Tirol ausgesandt, wo er sich in Rattenberg (Tirol) am Inn niederließ. Dort existierte bereits eine Täufergemeinde, die ihn sofort nach seiner Ankunft zu ihrem Bischof berief. Wenige Wochen später wurde Schiemer auf Veranlassung der römisch-katholischen Kirchenbehörde verhaftet. Bei den Verhören berichtete der Täuferbischof von seinem Wirken. Innerhalb der sechs Monate nach seiner Taufe habe er in 28 Städten gepredigt und mehr als 200 Menschen für das Täufertum gewonnen.
Den kurzen Aufenthalt im Untersuchungsgefängnis (bis Januar 1528) nutzte Schiemer für die Abfassung und Herausgabe sogenannter Sendschreiben. Namentlich bekannt sind folgende Schriften:
Was die Gnade sei
Vom Fläschl („Denn gleichwie eine Flasche oben eng ist und unten weit, also ist auch der Weg zur Seligkeit eng und schmal ... Aber der Herr tröstet im höchsten Elend. Dieser Trost ist nichts anderes, als eine Vorkost des ewigen Lebens.“)
Von der Taufe im Neuen Testament
Ein Bekenntnis vor dem Richter zu Rotenburg (= Rattenburg; Januar 1528).
Diese Sendschreiben fanden einen großen Leserkreis und hatten – über Schiemers Tod hinaus – einen bedeutenden Einfluss auf die Entwicklungen innerhalb des österreichischen und süddeutschen Täufertums.

### Lehre
Schiemer trennte das für das physische Gehörorgan des Menschen bestimmte äußere Wort der Bibel von dem unmittelbaren Wort Gottes, das nur der geistbegabte innere Mensch zu hören fähig ist. Dieses Wort Gottes treibt zur Gottesliebe und zur Nachfolge Christi, während das äußere Wort nur auf das Halten von äußerlichen Gesetzen und Verhaltensregeln abzielt. Es macht Menschen lediglich zu guten Bürgern, nicht aber zu hingebungsvollen und opferbereiten Nachfolgern Jesu.
Zur Nachfolge und zur Opferbereitschaft gehörte nach Schiemer auch der Verzicht auf privates Eigentum. Er war fasziniert von der Gütergemeinschaft der Jerusalemer Urgemeinde und lehrte sie als Kennzeichen echten Christseins. Die Hutterer haben dieses Ideal zu ihrem Gemeindeprinzip gemacht.
Im Zentrum der Schriften Schiemers stand die Kreuzestheologie und die Leidensmystik des Spätmittelalters: Christus leidet in den Gläubigen an dieser Welt. Diese Theologie prägte auch die von ihm gedichteten Kirchenlieder (vgl. Ausbund).

### Martyrium

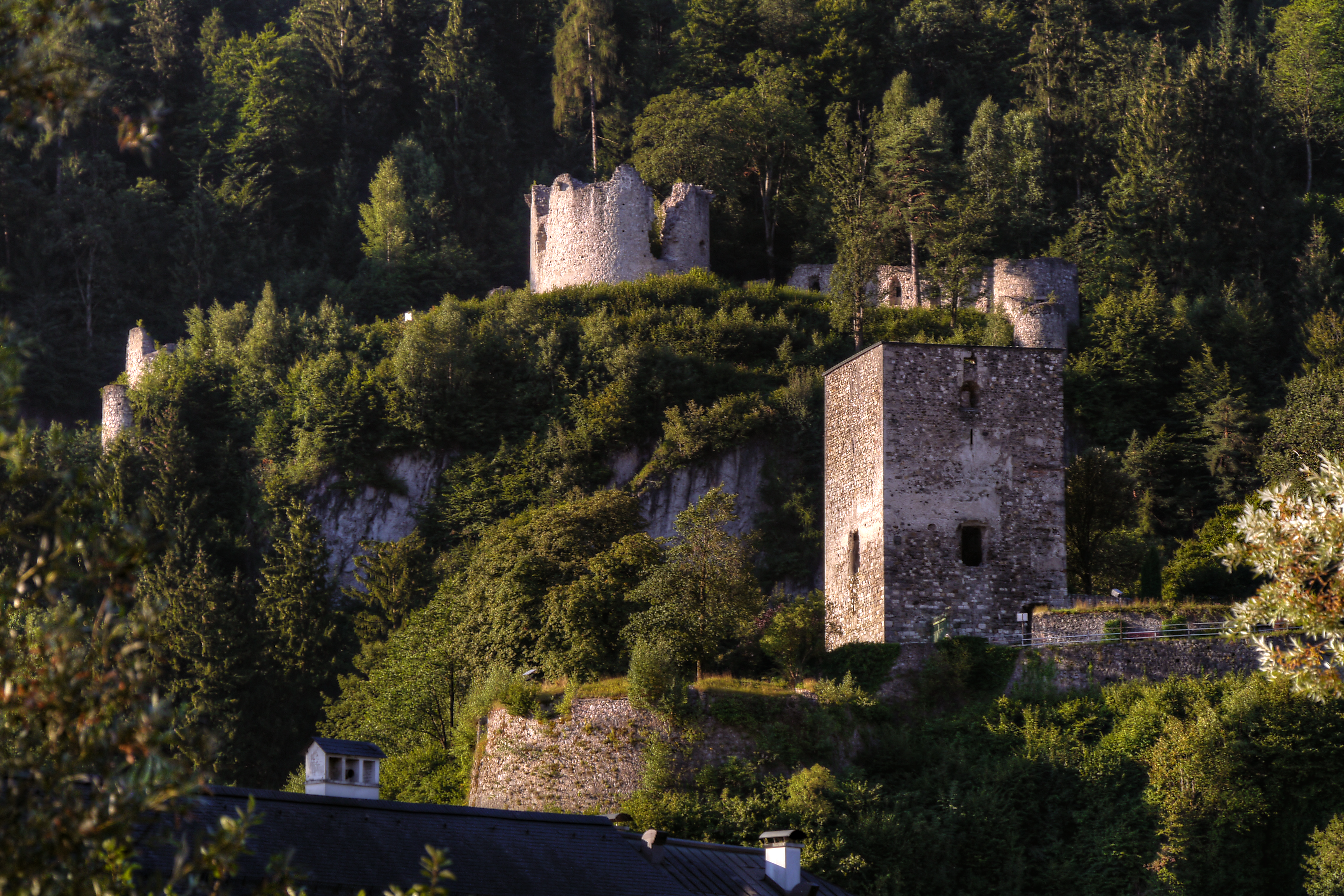
Burg Rattenberg – Hinrichtungsort Schiemers

Anfang Januar 1528 unternahm Leonhard Schiemer einen Fluchtversuch, der jedoch scheiterte. Er wurde erneut verhaftet und alsbald dem Scharfrichter übergeben. Nach zahlreichen Folterungen überließ man ihn dem Scharfrichter, der ihn schließlich am 14. Januar 1528 auf Burg Rattenberg enthauptete.
Schiemers Martyrium blieb nicht das einzige in Rattenberg. Zwischen 1528 und 1540 starben auf Veranlassung der römisch-katholischen Kirchenbehörde weitere 70 Täufer und Täuferinnen für ihre Glaubensanschauungen.

### Taufsukzession
Die Linie der Taufsukzession geht bei Leonhard Schiemer über Oswald Glait (1526), Balthasar Hubmaier (Ostern 1525), Wilhelm Reublin (Januar 1525), Jörg Blaurock (Januar 1525) auf Konrad Grebel (Januar 1525) zurück. Die in Klammern gesetzten Daten bezeichnen das jeweilige Taufdatum. Belege dazu finden sich in den Biographieartikeln der erwähnten Personen.

## Bedeutung
Leonhard Schiemer zählt – trotz seiner kurzen Wirkungszeit – zu den wichtigsten Vertretern des Hutschen Täufertums, „das die durch die Bauernkriege entstandenen revolutionär-militanten Kräfte zu einer wohl noch apokalyptischen, aber doch friedvollen, von der Welt abgesonderten Christusnachfolge führte.“ Bei aller geistigen Verwandtschaft mit Hut bleibt Schiemer jedoch durchaus ein eigenständiger Denker. Die apokalyptische Lehren Huts treten bei ihm stark in den Hintergrund, dafür lehrt er das Ideal einer Gemeinde, die sich leidens- und opferbereit dieser Welt stellt und auf den Einsatz von Mitteln der Macht und Gewalt bewusst verzichtet. Man kann ihn durchaus als Avantgardisten der modernen pazifistischen Bewegung bezeichnen.

## Werke
Schriften Schiemers
- Eine hübsche Erklärung der 12 Artikel des christlichen Glaubens
- Was die Gnad sey. Eine Vorred
- Vom Fläschlen; gantz chlärlich endteckt, was es bedeytet, allen Frommen tröstlich zu leesen, 1527
- Von der Tauff im Neuen Testament, anderer Titel: Von dreyerlei Tauff
- Trostbrief an einen schwachen Bruder
- Ein wahrhaft kurz Evangelium, heut der Welt zu predigen
- Ein Bekanntnus vor dem Rickter zu Rotenburg (1528)
- Ordnung der Gemein, wie ein Christ lebensoll

Außerdem sind fünf anonyme Traktate vorhanden, bei der die Autorenschaft Schiemers wahrscheinlich ist. Unter den Traktaten findet sich auch kurzer Katechismus.
Von Schiemer gedichtete Lieder
- Dein heilig statt hond sie zerstört
- Wir bitten dich, ewiger Gott, neig zu uns deine Ohren (im Ausbund unter der Nummer 31)
- Sollstu bei Gott dein wolmung han (Lieder der Hutterischen Brüder unter den Nummern 28–29)
- Wie köstlich ist der Heil'gen Tod